# Eugène Jacob de Cordemoy
Eugène Jacob de Cordemoy (* 13. Juli 1835 in Saint-André; † 25. April 1911 in Hell-Bourg, Salazie) war ein französischer Arzt und Botaniker von der Insel Réunion. Sein botanisches Autorenkürzel lautet „Cordem.“

## Leben
Cordemoy war ein Nachfahre von Philippe Antoine Jacob de Cordemoy (1735–1820), der in Belgien geboren wurde und von 1795 bis 1803 Gouverneur von Réunion war. Der Namensbestandteil Jacob leitet sich von Gilles Jacob ab, der Brigadier in der königlichen Armee war und im Oktober 1738 das Lehen Cordemoy in der Umgebung von Bouillon erworben hatte. Cordemoy heiratete 1889 in zweiter Ehe Eudoxie Jacob de Cordemoy. Er war der Vater von Hubert Jacob de Cordemoy (1866–1927), der ebenfalls ein bekannter Mediziner und Botaniker wurde.
Eugène Jacob de Cordemoy war Arzt am Krankenhaus von Saint-Benoît, einer Stadt im Osten von Réunion, wo er wie die meisten seiner Kollegen zu dieser Zeit auch als Chirurg tätig war. 1864 beschrieb Cordemoy in seinem Buch La médecine extra-médicale à l’Île de la Réunion die Krankheit Tambave, die bei Kleinkindern tödlich verläuft. Nachdem er die verschiedenen Erscheinungsformen der Pathogenese identifiziert hatte, kam er zu dem Ergebnis, dass Tambave keine pathologische Einheit ist, sondern die Folge mehrerer unterschiedlicher Krankheiten.
1899 war Cordemoy Zeuge des ersten Malaria-Ausbruches auf Réunion, was ihn zu der Überzeugung brachte, dass die Ursache der Krankheit nicht physikalisch-chemischer Natur sein konnte, sondern ein pathogener Organismus, der sich in Raum und Zeit reproduzierte und vermehrte.
1895 veröffentlichte Cordemoy die Schrift Flore de l’île de la Réunion (Phanérogames, Cryptogames vasculaires, Muscinées) avec l’indication des propriétés économiques & industrielles des plantes. Er setzte die Studien von Charles Frappier (1813–1885), einem anderen Botaniker von Réunion, fort, die sich insbesondere mit den Orchideen von Réunion befassten und 1880 in einem Katalog aufgeführt wurden, in dem 145 Arten gelistet sind.
Flore de l’île de la Réunion fasste dreißig Jahre Forschungs- und Studienarbeit zusammen und legte die Grundlagen für das allgemeine botanische Wissen über die Flora von Réunion. Sein Herbarium wird heute in Marseille aufbewahrt.
Cordemoy war Mitglied der Société Linnéenne de Paris, Vizepräsident der Verwaltungskommission des Muséum et du Jardin Botanique de Saint-Denis sowie Mitglied der Société des Sciences et des Arts de la Réunion.